# Phylica atrata
Phylica atrata är en brakvedsväxtart som beskrevs av Martin Heinrich Karl von Lichtenstein, Johann Jakob Roemer och Schult.. Phylica atrata ingår i släktet Phylica och familjen brakvedsväxter. Inga underarter finns listade i Catalogue of Life.